# A. Hollander & Sons

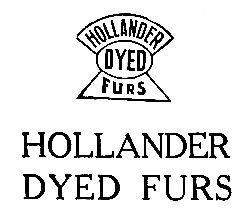
Hollander Dyed Furs (Logo, 1938)

Das Unternehmen A. Hollander & Sons, Inc., Hauptsitz zeitweilig im New Yorker Pelzviertel, wurde 1889 von den [in Österreich geborenen?] Brüdern Joseph Hollander und Adolph Hollander (gest. 1918) als Hollander Brothers gegründet. Es bezeichnete sich 1948 als der weltgrößte Färber und Blender von Pelzfellen, 1963 als der Welt größter Färber aller Farben auf Pelz. Das Unternehmen betrieb neben dem Werk in New Jersey noch viele weitere Fabriken, bis zum Zweiten Weltkrieg (1939–1945) auch im Ausland. Es war das einzige Unternehmen in der Pelzindustrie, dessen Aktien an der New Yorker Börse notiert waren. Hollander gehörte zudem zu den wenigen Firmen der Pelzindustrie, deren Namen auch den Endverbrauchern bekannt waren.
Weitere, im Lauf der Unternehmensgeschichte in Inseraten veröffentlichte Firmennamen waren Joseph Hollander, Inc. (1922), Hollander Furs (1946), A. Hollander & Son., Inc. (1963) und für das Schwesterunternehmen Hollanderizing Corp. of America (1963).

## Allgemein
Vor dem Ersten Weltkrieg (1914–1918) waren die deutschen Farbstoffhersteller und Pelzveredler fast konkurrenzlos führend. Versuche amerikanischer oder anderer Hersteller, auf diesem Gebiet zu experimentieren, hatten sich bis dahin als unwirtschaftlich erwiesen. Wie man zumindest in den USA meinte, sobald jemand woanders versuchte einen Pelzfarbstoff zu vermarkten, würden die Leipziger ihre Produkte zu Selbstkosten oder darunter abstoßen (siehe Pelzhandelszentrum Leipziger Brühl). Das Label „Leipzig gefärbt“ verlieh daher allen gefärbten Pelzen Prestige und war bei Herstellern und Verbrauchern begehrt. Als der Erste Weltkrieg Deutschland vom Rest der Welt abschottete, nutzten amerikanische Pelzverarbeiter die Chance. Von einer aus 96 Firmen bestehenden Branche, die in der US-Pelzfärberei einen Umsatz von 2.875.036 US-Dollar erwirtschafteten, war sie bis 1919 auf 141 Fabriken angewachsen, die Produkte im Wert von 20.394.569 US-Dollar verarbeiteten. Der Qualitätsbegriff „Leipzig-gefärbt“ für hervorragende Pelzveredlung wurde in Nordamerika bald durch „Hollander gefärbt“ abgelöst.

## Unternehmensgeschichte

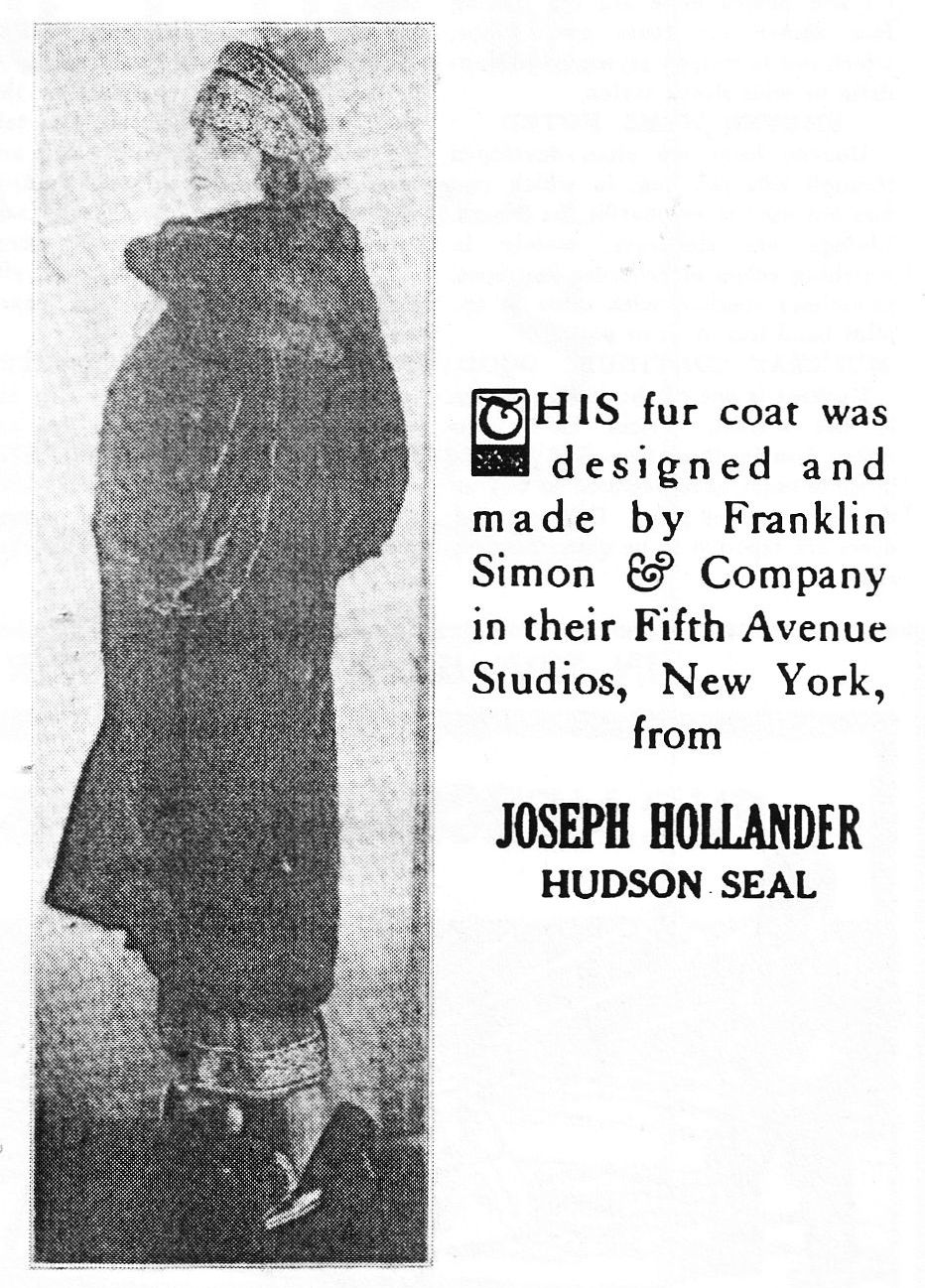
Mantel aus von Joseph Hollander zu „Hudson-Seal“ veredelten Bisamfellen, gearbeitet von Franklin Simon & Co. ^{(Ausschnitt eines Inserats des Jahres 1922)}

Unternehmensgebäude in Montreal
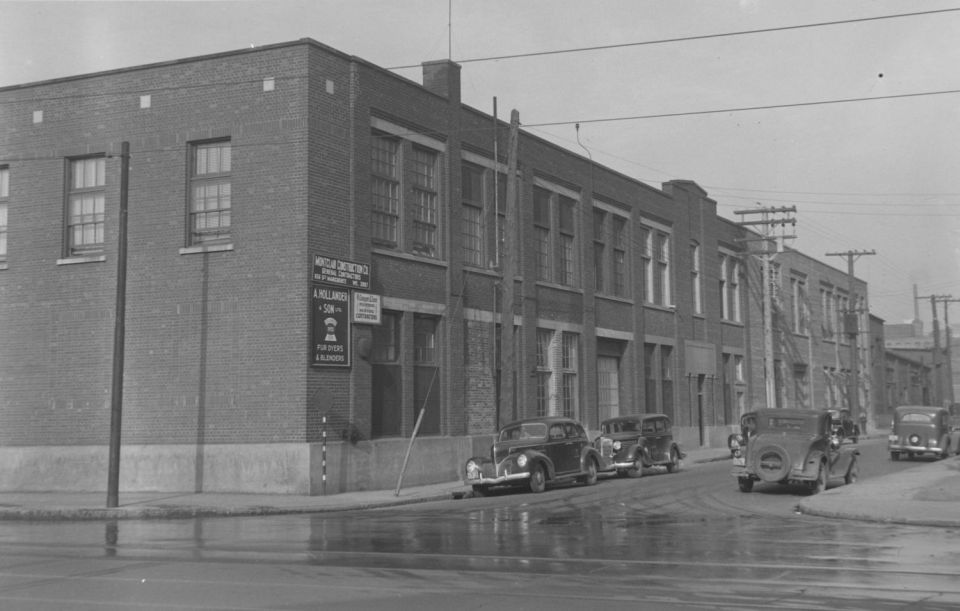
Smith Street 995 (1941)
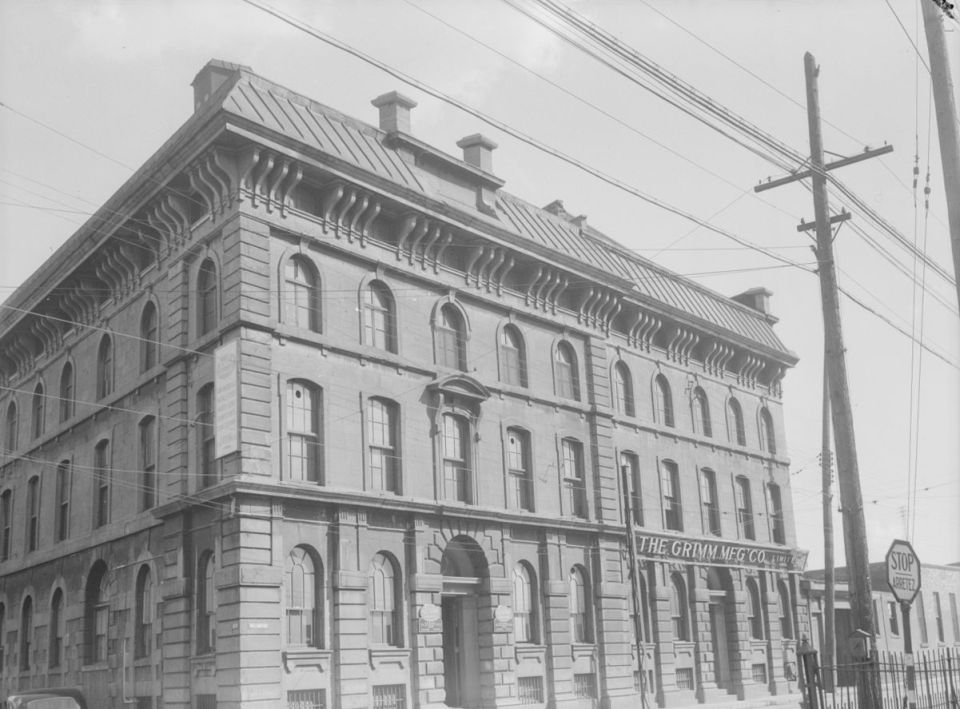
Nicht mehr genutzt, Wellington Street 730–754, Arrondissement Verdun (1942)

A. Hollander & Sons, 1889 in der Polk Street 90 ( West 29th Street?) gegründet, war eines der ältesten Handelshäuser in Newark, New Jersey, eine Großstadt sechs Kilometer westlich von New York. Adolph Hollander war bereits in Polen im Pelzhandel tätig gewesen [steht wohl im Widerspruch zu der Aussage, beide Gründer wären in Österreich geboren]. In Newark begann die Familie Hollander mit vier Arbeitern und einigen einfachen Maschinen, die von einem Maultier über ein Laufband angetrieben wurden. Unter Adolph Hollanders Leitung wuchs das Unternehmen stetig, bereits unter ihm wurde es zu einem der größten Pelzzurichtungs– und Färbebereibetriebe der Welt. Pelze, die landesweit in Kaufhäusern angeboten wurden, wurden in Anzeigen groß als „A. Hollander gefärbt“ vermarktet.
Der Hauptsitz mit 14 Gebäuden, wie in Newark häufig zumeist aus Backstein, auf mehr als 300.000 Quadratmeter genutzter Grundfläche befand sich 1912 in der East Kinney Street 127–159. Branchenüblich variierte die Anzahl der beschäftigten Mitarbeiter je nach Saison. In arbeitsreichen Zeiten waren bis zu 450 Personen beschäftigt. Zu der Zeit wurde der Maschinenantrieb von zwei Motoren mit 400 PS geliefert, zwölf Pferde und acht Wagen waren im Einsatz. Mitglieder der Firma waren jetzt Adolph Hollander, seine Söhne Harry Hollander, Michael Hollander und Benjamin W. Hollander sowie sein Schwiegersohn Albert Hollander. Harry Hollander war bereits bei der Gründung des Unternehmens dabei, Michael Hollander kam 1897 dazu und Benjamin 1902, Albert Hollander war 1907 Mitglied der Newark Board of Trade, sowie Mitglied anderer lokaler Organisationen.
Im April 1915 war es bei mehrere Tage andauernden Auseinandersetzungen zwischen Streikenden und Streikbrechern von A. Hollander Sons zu einem Zusammenstoß gekommen. Es wurden Pistolen gezogen, und als der Aufstand niedergeschlagen war, waren zwei Männer getötet und drei weitere ins Krankenhaus gebracht worden. Laut einer Meldung des „Daily Worker“, einer kommunistischen Tageszeitung, wurde im Februar 1933 der junge Streikanführer Natale Ballero beim A.-Hollander-&-Sons-Streik von einem Streikbrecher des Unternehmens gejagt und erschossen. Im Jahr 1937, gegen Ende der Zeit großteils auch militanter Unruhen unter den Beschäftigten der New Yorker Pelzindustrie, rief die Gewerkschaft unter ihrem Vorsitzenden Ben Gold sämtliche Mitarbeiter der New Yorker Pelzbranche auf, gegen die „miserablen“ Arbeitsverhältnisse bei A. Hollander & Sons zu demonstrieren: „Der Streik der Hollander-Arbeiter ist UNSER Streik. Indem wir den Hollander-Arbeitern helfen, helfen wir uns selbst“ (siehe auch: Ben Gold#Arbeitskampf der Pelzarbeiter).
Nach dem Tod seines Vaters im Jahr 1918 übernahm Michael Hollander die Unternehmensführung in Newark. 1922 beschäftigte man über 2500 Mitarbeiter und verfügte über eine Fläche von 125.000 Quadratfuß, ein neues vierstöckiges Fabrikgebäude mit einer Grundfläche von 40.000 Quadratfuß kam im selben Jahr noch hinzu. Die neuen Räumlichkeiten ermöglichten es, Fellarten zu bearbeiten, bei denen dies bis dahin nicht in ausreichend guter Qualität möglich gewesen wäre, wie da waren die nachgefragten Artikel Persianer und Breitschwanz. Auch hatten sich die Arbeitsbedingungen bei gleichzeitiger Erleichterung der Arbeiten dadurch deutlich verbessert.
In Middletown, New York war Hollander 1926 eine Kooperation mit der Atlas Fur Company eingegangen, die als Tochtergesellschaft übernommen wurde. 1947 wurde sie als Atlas Division des Hauptunternehmens bezeichnet. Die angestrebte Durchschnittsleistung lag bei „magischen“ 10.000 pro Tag. Zu der Zeit bearbeitete Hollander etwa 2 Millionen Felle jährlich. Im „Middletown Times Herold“ erschien im Oktober 1949 ein überschwänglicher Artikel, in dem Hollander als der Henry Ford von Middletown bezeichnet wurde, der vor 38 Jahren hierher kam und die Stadt belebte und bereicherte, und, anders als andere Betriebe, höchste Löhne für seine Mitarbeiter bezahlte. Anlass war der Ankauf von 10 Hektar Land durch das Unternehmen und die Erwartung, dass „Middletown bald die größte Pelzfabrik in den Vereinigten Staaten bauen wird, und eine Lohnliste, welche die Fantasie zum Wanken bringt“.
Kleidung aus Bisamfellen, als Sealfell-Imitat veredelt, wurde 1936 in Inseraten unter dem erhofft verkaufsfördernden Namen „A. Hollander & Son Hudson Seal“ angeboten, „gestempelt mit dem berühmten A. Hollander & Son Label – die Garantie für beständigen Glanz und dauerhafte Schönheit“. Die Kleidungsstücke daraus waren leichter, das Fell war dehnbarer und in der Regel kostete das Teil weniger als die Hälfte eines echten Sealspelzes. Im Jahr 1951 wurde in den USA ein Gesetz erlassen, dass solche verschleiernden Warenbezeichnungen verbot, das ursprüngliche Fell muss seitdem in der Auszeichnung klar benannt werde. Der Siegeszug der Sealmode und ihrer Nachahmungen war jedoch bereits zuvor zu Ende gegangen. 1944 bot ein Bekleidungshaus im „Washington Evening Star“ „zobelgeblendete Bisammäntel von A. Hollander & Son“ an.
Ähnliche Inserate finden sich über die Jahre hinweg in vielen Orten der USA und Kanadas.
A. Hollander und Son, Inc. unterhielt, wie andere große Pelzfärber auch, ein Forschungslabor zur Verbesserung und Weiterentwicklung der Farbprozesse. 1957 hieß es, dass neue Farbstoffe in den vorangegangenen Jahren perfektioniert und neue Farben hinzugekommen waren. Für Persianer und Biberfelle war ein wasserfestes Finish entwickelt worden, für andere Fellarten eine breite Palette von Pastellfarben. Trotzdem war der Umsatz, wie in der Branche allgemein, in der Zeit stetig zurückgegangen. Im selben Jahr schloss sich die A. Hollander & Son Inc. in Delaware mit der Philips Electronics Inc. zusammen. Es hieß, dort würde „hermetic glass“ produziert, und der Zusammenschluss beträfe nicht das Werk in Middletown.
Hollander hatte in den Jahren 1953, 1954, 1955 und im ersten Halbjahr 1956 schwere Verluste mit seinem Pelzverarbeitungsbetrieb erlitten. Irgendwann im ersten Halbjahr 1956 empfahl Paul Utermohlen, Mitglied eines Industrie-Expansionskomitees, das sich mit der Übernahme anderer Unternehmen durch Fusionen befasste, dem Unternehmen Hollander, die Dienste eines Anwalts in Anspruch zu nehmen. Collins war bei einer früheren Fusion Rechtsberater der Philips-Gruppe gewesen. Ebenfalls im ersten Halbjahr 1956 hatte Hollander seine alte Wirtschaftsprüfungsgesellschaft entlassen und die Firma engagiert, die auch als Wirtschaftsprüfer für die gesamte amerikanische Philips-Gruppe fungierte. Hollanders unrentables Pelzgeschäft wurde abgespalten und Hollander blieb ohne Betriebsvermögen zurück, besaß jedoch noch Immobilien und andere Vermögenswerte im Wert von etwa anderthalb Millionen Dollar. Die um die Zeit vorgenommenen Umgestaltungen des Unternehmens bedeuteten faktisch das Ende seiner unabhängigen Geschäftstätigkeit.

## Hollanderizing Corp. of America

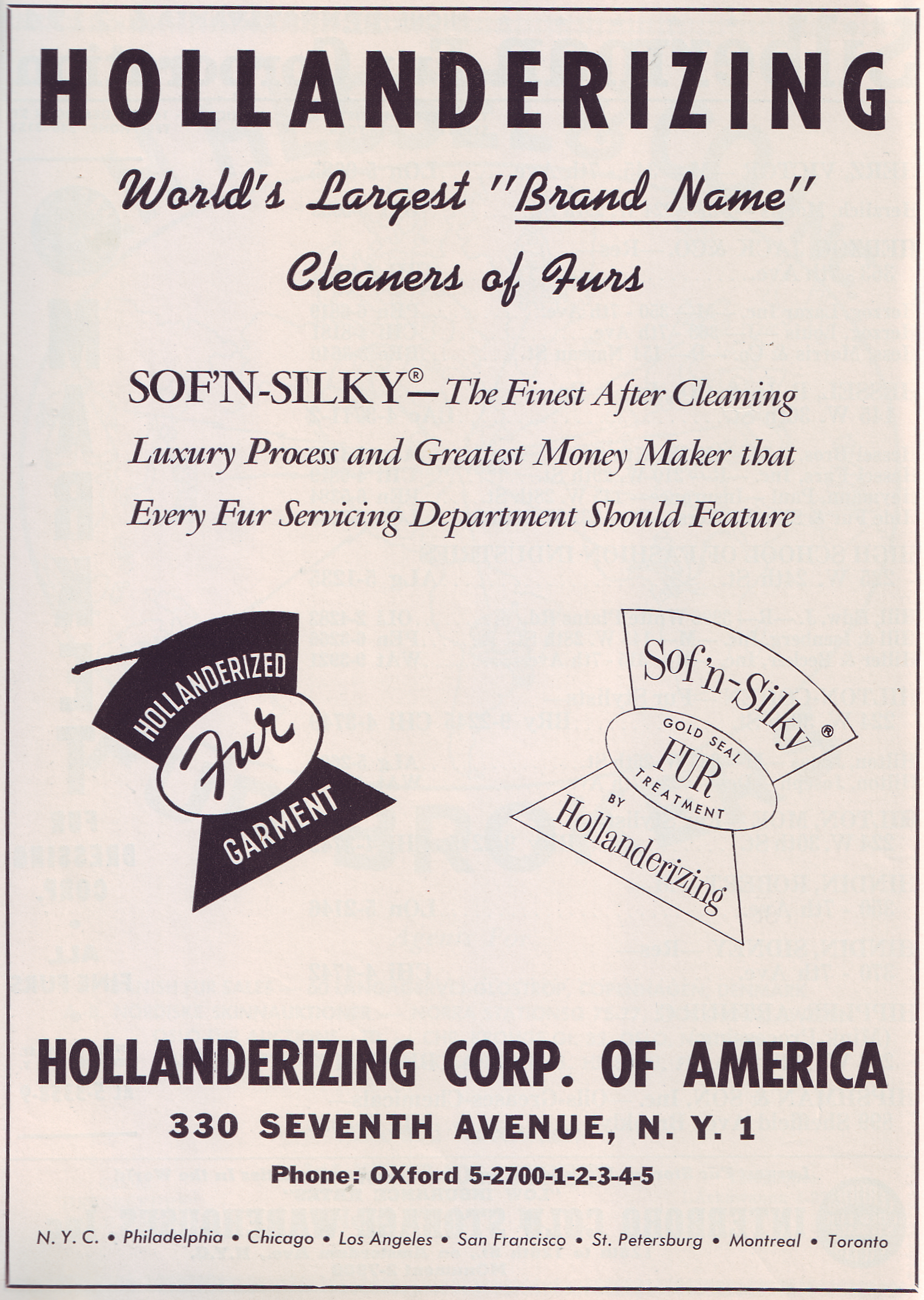
„Hollanderizing“ (Anzeige, 1963)

Der Firmenzweig, das Pelzreinigungsunternehmen Hollanderizing Corp. of America, gegründet 1930, war zeitweilig so marktführend, dass in Nordamerika „Hollanderizing“ über die Pelzbranche hinaus ein Synonym für die Reinigung von Pelzen wurde. Der Firmensitz in New York befand sich in der Seventh Avenue 330, daneben gab es um 1963 Zweigstellen in Philadelphia, Chicago, Los Angeles, San Francisco, Saint Petersburg, Montreal und Toronto. Der Schutz der US-Marke „Hollanderized“ ist im Jahr 2007 abgelaufen.
Jane Hollander, eine Enkelin von Alfred Hollander, dem Gründers des Hauptunternehmens, bemerkte 1992 anlässlich einer Erwähnung des Begriffs Hollanderisierung in der Neuinszenierung eines Theaterstück, dass die Bezeichnung seit den 40er Jahren in aller Munde wäre. Der Autor des Stücks hatte geschrieben, die Hollanders wären darauf spezialisiert, billige Pelze teuer aussehen zu lassen, insbesondere nerzgefärbten Bisam. Jane Hollander widersprach: „Das Hollanderisieren war ein Reinigungsverfahren für viele Pelzarten. Dabei wurden Sägespäne und andere Mittel verwendet, um den Schmutz zu entfernen, der sich im Laufe des Winters im Pelz angesammelt hatte. Für viele Frauen war es ein Frühlingsritual, ihre Mäntel zu einem Kürschner zu bringen, der sie zum Hollanderisieren schickte. Obwohl die Hollanderisierung den gleichen Weg gegangen ist wie der [ebenfalls nicht mehr produzierte Personenwagen] Studebaker, ist es schön, eine leicht mysteriöse Fußnote in der Broadway-Geschichte zu sein. […]“
Richtig ist, dass die Werke neben der Reinigung getragener Pelze das Finishing, die Endbearbeitung fertig gearbeiteter Pelzwaren übernahmen. In einer Anzeige hieß es: „Hollanderizing. World Largest “Brand Name”. Pelzreiniger. Sof'n-Silky◎ – Der feinste Luxusprozess nach der Reinigung und der größte Geldbringer, den jede Pelzpflegeabteilung haben sollte.“ Die zur Reinigung gegebenen Kundenpelze erhielt das Unternehmen von Kürschnern und sonstigen Pelzeinzelhändlern.
Ein Konkurrenzunternehmen in Toronto nahm sich offenbar das Hollanderizing zum Vorbild und benannte sein Verfahren nach dem Nachnamen der Firmeninhaber (Hyman Shiner und seine Söhne Sol und Huck) Shinerizing. Ihre leuchtendroten Lieferwagen waren in ganz Ontario leicht zu erkennen. Anfang der 1990er Jahre wurde das Unternehmen an die Hollanderizing Corp. verkauft. Es trug seitdem den Namen Hollanderizing-Shinerizing.
Am 18. März 1941 gab es eine Explosion in der Wellington Street 730/Prince Street, bei der ein Teil des Werksgebäudes einstürzte. Bei einer Temperatur von etwa minus 18 Grad Celsius dauerte es drei Stunden, um die Flammen unter Kontrolle zu bringen. Die anschließende Untersuchung ergab, dass die Explosion durch einen Kurzschluss in einem an der Decke des zweiten Stockwerks der Fabrik hängenden Motor verursacht wurde. Ein Funke entzündete Benzindämpfe und den in der Luft schwebenden Staub. Der für die Untersuchung zuständige Kommissar wies auf die eklatanten Belüftungsmängel in diesem Gebäude hin. Es starben fünf Fabrikmitarbeiter und 60 wurden verletzt. Die Fabrik wurde komplett neu aufgebaut.
Im Jahr 2024 befindet sich die Hollanderizing Inc., „Spezialisten für Oberbekleidung und Bekleidung“, in der Densley Ave. 37 in Toronto, Kanada. Der Geschäftsbereich ist die Pelzreinigung, die Pelzaufbewahrung in Kühlräumen und ein Reparaturservice. Die Homepage besagt: „Wir arbeiten mit den besten Einzelhändlern zusammen!“

## Sonstiges
- Im Jahr 1949 klagte die A. Hollander Son, Inc. gegen das ehemalige Firmenmitglied, den Pelzfärber Philip A. Singer, in Zusammenhang mit der heimlichen Gründung des Konkurrenzunternehmens Imperial Fur Blending Corp. im Dezember 1942, das in enger Verbindung mit Singer gegründet worden war. Singer, ein Enkel des Firmengründers Hollander, hatte damit ganz offensichtlich gegen seinen Arbeitsvertrag verstoßen, der ihm jegliche fachliche Tätigkeit außerhalb des Unternehmens untersagte. Philip A. Singer hatte vor 1939 einen Pelzfärbe- und -zurichtungsbetrieb besessen, unter dem Firmennamen Philip A. Singer Bro., Inc.[4]

Als 1939 die Singer Company in Konkurs ging, fing er als Pelzzurichter und Pelzfärber sowie als Manager in dem bis dahin seit mehreren Jahren geschlossenen Werk in Long Branch an. Der Arbeitsvertrag wurde am 10. Februar 1940 für eine Laufzeit bis zum 31. Dezember 1944 mit einem Jahresgehalt von 7500 Dollar abgeschlossen. Villani, der Präsident und Manager des neuen Werks in Long Branch, war zuvor Leiter von Singers eigener Fabrik gewesen, hatte aber keine Erfahrung als Färber und Zurichter von Pelzen. Als Singer Manager der Fabrik des Beschwerdeführers wurde, stellte er Villani ein, der Zugang zur Färberei und zu den Rezeptbüchern erhielt, die sich in Singers Besitz befanden. Er stand unter Singers Anleitung und infolgedessen erlangte Villani ausreichende technische Kenntnisse des Unternehmens, um anschließend das Werk von Imperial zu betreiben. Singer blieb telefonisch mit Villani in Kontakt, erschien jedoch nicht im Werk von Imperial, da er befürchtete, sein Interesse an dem Konkurrenzunternehmen preiszugeben, da er auf Hollanders Gehaltsliste stand.
Im Januar 1943 hatte Singer die Hollander Corporation aufgefordert, ihn aus seinem Vertrag zu entlassen, und gleichzeitig ausdrücklich jegliche Verbindung zu Imperial bestritten. Der Antrag wurde abgelehnt. Die Führungskräfte der Berufungsgesellschaft waren misstrauisch gegenüber Singers Beziehung zur neu gegründeten Imperial Company geworden und suspendierten ihn gemäß den Vertragsbedingungen. Charles Russell, ein erfahrener, praktizierender Färber, wurde zum Leiter der Fabrik ernannt. Russell bat Singer um die Rezeptbücher, die er aus der Fabrik entfernt hatte, aber sie wurden nie zurückgegeben. Die Zeitschrift „Women's Wear Daily“ berichtet über das von A. Hollander Son, Inc. gegen Imperial Fur Blending Co. und andere angestrengte Unterlassungsverfahren. Der Vorwurf: Vertragsbruch und dass eine bestimmte Person „während ihrer Beschäftigung bei Hollander neue Farbtöne und Kombinationen von Chemikalien und Farbstoffen sowie neue Formeln und Verfahren zur Zurichtung und Färbung von Pelzen entdeckt und – […] sie zum Vorteil von Imperial Fur Blending Co. missbraucht hat.“ Der Versuch, den Prozess zu kippen, weil die A. Hollander Son, Inc. den Geschäftspartnern von Imperial zwischenzeitlich in einer Fachzeitschrift mit möglichen Schadensersatzforderungen gedroht hatte, schlug nach anfänglichem Erfolg jedoch in letzter Instanz fehl.
- Im Jahr 1950 wurde die Hollanderisierung im Theaterstück „Take Back Your Mink“ („Nimm deinen Nerz zurück)“ verewigt, das von Frank Loesser geschrieben und von Miss Adelaide im Musical Guys and Dolls aus dem Jahr 1950 gesungen wurde. In einer Wiederaufnahme (Regie: Mary Zimmerman) erschien das Stück 2015 beim Oregon Shakespeare Festival: Adelaide erklärt darin einem überlüsternen Liebhaber:

| So take back your mink To from whence it came And tell ’em to Hollanderize it For some other dame! | Bringen Sie also Ihren Nerz dorthin zurück, wo er herkam, und sagen Sie ihnen, sie sollen ihn für eine andere Dame hollanderisieren! |

## Zahlen und Fakten
- Im Jahr 1921 wurden unter anderem 6.222.561 Bisamfelle bearbeitet, 1.810.532 Eichhörnchenfelle, 3.284.595 Maulwurffelle (Handelspreis Zurichtung etwa je 25 Cent), 956.984 Kolinskyfelle („Jap. minks“) und 560.789 Murmelfelle.[12]

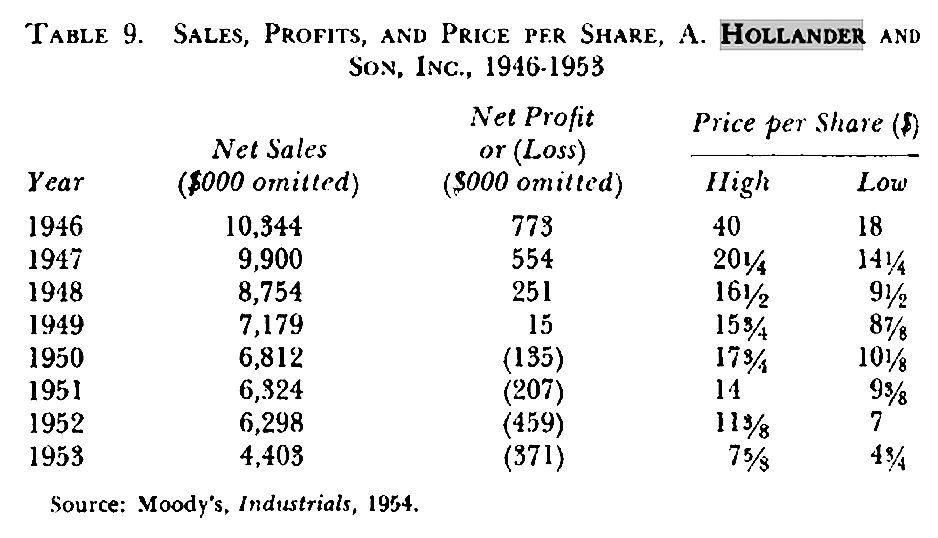
Zahlen, Gewinne und Aktienwerte A. Hollander & Son (1946 bis 1953)